# 石川県立羽咋工業高等学校
石川県立羽咋工業高等学校（いしかわけんりつ はくいこうぎょうこうとうがっこう、英: Ishikawa Prefectural Hakui Technical High School）は、石川県羽咋市西釜屋町にある公立の工業高等学校。通称は「羽工（うこう）」。

## 設置学科
- 機械システム科
- 電気科
- 建設・デザイン科（下記の3コースに分かれる）
  - 建築コース
  - 土木コース
  - デザインコース

## 沿革
- 1962年（昭和37年）
  - 2月1日 - 石川県立羽咋工業高等学校開設事務所設置。
  - 2月9日 - 校舎現在地で地鎮祭。
  - 4月1日 - 石川県条例第53号により石川県立羽咋工業高等学校設置。
  - 7月31日 - 第1期工事竣工。
  - 10月10日 - 開校式、校旗・校歌制定。
- 1963年（昭和38年）
  - 3月10日 - 新校舎に移転。
  - 3月31日 - 第2期工事竣工。
- 1964年（昭和39年）
  - 3月31日 - 第3期工事竣工、運動場整備完了。
  - 11月2日 - 新校舎落成式、前庭整備、若竹像建立。
- 1965年（昭和40年）3月31日 - 第4期工事竣工。
- 1965年（昭和41年）8月31日 - 倉庫竣工、校舎周囲緑化工事竣工。
- 1967年（昭和43年）4月30日 - 弓道場・角力場竣工。
- 1971年（昭和46年）3月31日 - 第2体育館竣工。
- 1972年（昭和47年）12月20日 - 記念図書館・棟増築A工事竣工。
- 1974年（昭和49年）4月1日 - デザイン科設置。
- 1982年（昭和57年）2月1日 - 格技場落成式。
- 1983年（昭和58年）10月31日 - D棟増築第1期工事竣工。
- 1985年（昭和60年）
  - 3月20日 - クラブ部室・自転車置場竣工。
  - 4月1日 - 電子機械科設置。
  - 11月2日 - D棟第2期工事竣工。
- 1988年（昭和63年）
  - 3月20日 - D棟竣工。
  - 4月1日 - 機械科募集停止。
  - 11月7日 - 時事通信社第4回教育奨励賞受賞。
- 1990年（平成2年）5月31日 - C棟実習室工事竣工。
- 1992年（平成4年）11月25日 - 校門・前庭整備。
- 1994年（平成6年）
  - 3月17日 - 群馬県立藤岡工業高等学校と姉妹校提携。
  - 7月20日 - 屋外運動場改修工事竣工。
- 1995年（平成7年）4月1日 - 建築、土木、デザイン科を学科改編し、建設造形科を設置。
- 1996年（平成8年）
  - 3月22日 - 第2体育館大規模改修工事竣工。
  - 9月20日 - C棟（建設造形科実習棟）・B棟渡廊下・D棟渡廊下改築工事竣工。
- 1997年（平成9年）
  - 3月17日 - クラブ部室竣工。
  - 8月30日 - 自転車置場整備工事竣工。
  - 10月3日 - 教職員公舎改修工事竣工。
- 1998年（平成10年）
  - 9月16日 - バリアフリー化工事竣工。
  - 11月30日 - A棟大規模改造・耐震補強工事竣工。
- 1999年（平成11年）
  - 3月25日 - 部室改修工事竣工。
  - 11月25日 - B棟大規模改造・耐震補強工事竣工。
- 2000年（平成12年）3月24日 - 自転車置場改修工事竣工。
- 2001年（平成13年）
  - 2月28日 - 校内LAN整備工事竣工。
  - 12月26日 - 昇降口棟大規模改造・耐震補強工事竣工。
- 2002年（平成14年）10月25日 - 標柱・前庭・駐車場整備。
- 2006年（平成18年）
  - 3月26日 - 弓道場落成式。
  - 10月24日 - 第1体育館耐震補強工事竣工。
- 2007年（平成19年）
  - 3月26日 - 図書館棟屋上防水工事竣工。
  - 9月21日 - 第2体育館耐震補強工事竣工。
- 2008年（平成20年）2月29日 - 本館から第1体育館への渡廊下改築工事竣工。
- 2012年  (平成24年）
  - 3月15日 - 第1体育館床修繕工事竣工。
  - 10月20日 - 新トレーニング場「雄飛館」竣工。
- 2015年  (平成27年）11月30日 - 図書館棟大規模改造・耐震補強工事竣工。
- 2020年  (令和2年）
  - 4月1日 - 電子機械科を機械システム科、建設造形科を建設・デザイン科に名称変更。
  - 10月30日 - 管理教室棟大規模改修工事竣工。
  - 11月20日 - 第2体育館外壁改修工事竣工。
- 2024年（令和6年）1月15日 - 能登半島地震発生に伴い延期していた始業式を行う[1]。

## 教育方針
校訓は自律・創造

## 学校行事
- 羽工祭(学校祭)
- 球技大会
- インターンシップ
- 百人一首のカルタを使ったかるた取り大会
- 日本で唯一自動車が走行できる千里浜海岸でのマラソン大会
- 自転車点検
- 課題研究公開発表会
- 地域共同避難訓練

など…

## 部活動
- 運動部 - 陸上競技、野球、サッカー、バレーボール、バスケットボール、ソフトテニス、バドミントン、卓球、ヨット、ラグビー、柔道、剣道、弓道
- 文化部 - 新聞、書道、写真、茶道、華道、美術・デザイン、囲碁・将棋、放送、メカトロニクス、コンピューター、電気工事、建築、測量

## 校歌
作詞：佐藤春夫、作曲：信時潔

## 所在地
〒925-8512 石川県羽咋市西釜屋町ク21番地

## アクセス
- 北鉄能登バス富来線「羽咋工業高校前」停留所すぐ

## 著名な関係者

### 出身者
- Dio - サーカスパフォーマー
- 蓬莱竜太 - 劇作家
- 浜辺和 - ラグビー選手